# Flüssigluftsprengstoff
Ein Flüssigluftsprengstoff (englisch Liquid Oxygen Explosive) ist ein Mischsprengstoff aus Flüssigsauerstoff oder Flüssigluft und einem meist organischen Reduktionsmittel. Der Sprengstoff war unter den Handelsbezeichnungen Oxyliquit, Marsit und Kowastit vor allem zu Beginn des 20. Jahrhunderts bekannt.

## Geschichte
Unter dem Namen Oxyliquit entwickelte 1895 Carl von Linde einen Sprengstoff aus dem nach dem „Linde-Verfahren“ gewonnenen Gemisch aus Sauerstoff und Stickstoff im Verhältnis 1:1. Nach ersten Tests und Sprengeinsätzen etwa beim Bau des Simplontunnels 1899 und 1900 im Bergwerk Penzberg ruhte die industrielle Nutzung von Flüssigluftsprengstoffen zunächst.
Nachdem der Sauerstoffgehalt der flüssigen Luft erhöht und die Herstellungskosten gesenkt werden konnten, beschäftigten sich deutsche und französische Forscher ab 1912/13 wieder mehr mit Flüssigluftsprengstoffen.
Oxyliquit fand für zivile und militärische Zwecke vor allem in Deutschland Absatz. Flüssigluftsprengstoffen wurde nicht nur im Bergbau, sondern – wegen der während des Ersten Weltkriegs erschwerten Einfuhrbedingungen z. B. für Nitroglycerin – auch für den militärischen Einsatz verstärkte Aufmerksamkeit geschenkt. Unter anderem meldeten die damalige Marsit-Gesellschaft in Berlin-Charlottenburg für das Flüssige-Luft-Sprengverfahren Marsit sowie Kowatsch und Baldus für Kowastit deutsche und ausländische Patente an.
In Frankreich forschten seinerzeit Jacques Arsène d’Arsonval und Georges Claude an Flüssigluftsprengstoffen.

## Eigenschaften
Als Reduktionsmittel können verschiedene poröse, saugfähige Stoffe genutzt werden, beispielsweise Kohlepulver, Kork- oder Holzmehl, aber auch mit Kohlenwasserstoffen getränktes Kieselgur. Diese wurden in Hülsen aus Löschpapier verwendet.
Die separaten Bestandteile können relativ gefahrlos transportiert werden und fallen nicht unter das Sprengstoffrecht. Flüssigluftsprengstoffe werden in der Regel erst kurz vor dem Einsatz gemischt beziehungsweise die Hülsen in den Sauerstoff getaucht. Durch Verdunsten des Sauerstoffs werden sie relativ schnell wieder ungefährlich. Diese Tatsache erschwert jedoch gleichzeitig eine Lagerung und den Transport von Flüssigluftsprengstoffen und damit den wirtschaftlichen Einsatz in größerem Maßstab.
Die Sprengkapsel musste stärker als bei konventionellen Sprengstoffen ausfallen und allgemein war der Zündvorgang anfällig für Fehlfunktionen. Wegen der insgesamt schwierigen und unzuverlässigen Anwendung wird das Verfahren heute nicht mehr genutzt.
Die Detonationsgeschwindigkeit liegt zwischen 3 und 5 km·s−1.